# Diagonal (metrostation)
Diagonal is een metrostation in de wijk Eixample van de Spaanse stad Barcelona. Het metrostation is vernoemd naar de Avinguda Diagonal waaronder het gedeeltelijk gelegen is en wordt aangedaan door de lijnen L3, L5. Metrostation Diagonal is ondergronds verbonden met station Provença van Ferrocarrils de la Generalitat de Catalunya, waar overgestapt kan worden op lijn 6 en lijn 7 van de metro, en meerdere voorstadlijnen. 

## Situatie
Het station aan lijn 3 ligt onder de Passeig de Gràcia en heeft twee zijperrons van elk 94 meter. Er is een toegangshal boven elk uiteinde van het station. In de hal aan de zuidkant zit een winkeltje en is de gang naar het station aan lijn 5. Dat station ligt onder de Carrer de Provença. In de tussenverdieping tussen het station aan lijn 5 en de straat zitten twee toegangshallen (waarvan in de meest oostelijke een barretje gevestigd is en de gang van lijn 3 op uitkomt, terwijl in de meest westelijke de gang naar station Provença van FGC begint), en boven het station zit de Espai Mercà Sala Joan Miró, een expositieruimte waar TMB wisselende exposities organiseert.

## Geschiedenis
De halte aan lijn 3 is geopend in 1924, aan de eerste metrolijn van de stad (de 'Gran Metro' van Catalunya tot Lesseps). De halte aan lijn 5 is geopend in 1969, als die lijn geopend wordt tussen Diagonal en Collblanc. Het zal slechts een jaar het eindstation blijven: in 1970 wordt de lijn verlengd naar Sagrera. In dat jaar wordt ook de ondergrondse verbinding met station Provença in gebruik genomen. Tot 1982 heet het station Diagonal - Paseo de Gracia, sindsdien heeft het de huidige naam. 
Tussen 2007 en 2010 wordt het hele station grondig verbouwd. De gangen en toegangshallen worden groter gemaakt en van een modern interieur voorzien, in de gangen die de verbinding tussen de verschillende lijnen maken worden rolbanden geïnstalleerd zodat er sneller over kan worden gestapt.  

## Omgeving
Het station heeft ingangen aan de Avinguda Diagonal, Rambla de Catalunya, Carrer de Rosselló, Passeig de Gràcia en Carrer de Provença. Verder zijn er in de omgeving van het station de volgende monumenten en plekken:
- Casa Milà of La Pedrera
- Passeig de Gràcia
- Casa Fuster
- Casa Thomas
- Palau Robert
- Het zuidelijke gedeelte van de wijk Gràcia